# Сеат кордоба
Сеат кордоба (шп. Seat Córdoba) је аутомобил који је производила шпанска фабрика аутомобила Сеат. Производио се од 1993. до 2009. године у две генерације.

## Историјат

### Прва генерација (1993–2002)
Кордоба је први пут представљена на сајму аутомобила у Франкфурту 1993. године, а лета исте године се нашла на тржишту. Конструисао ју је италијански дизајнер Ђорђето Ђуђаро на основу платформе друге генерације Сеат ибице и треће генерације Фолксваген пола. Иако је конструисана на основу ова два модела, кордоба је имала нешто већу дужину, близу голфа. Имала је пртљажни простор од 455 литара, који се могао продужити до 762 литра обарањем задњих седишта. 1996. године појављује се купе верзија (Córdoba SX), а 1998. караван (Córdoba Vario).
1999. године долази до редизајна, у фокусу су промене на браницима, фаровима, задњим светлима, предњој маски, а у унутрашњости су нови материјали и пресвлаке.
Фолксваген поло класик (седан) и верзија караван су истоветне верзије кордобе прве генерације и верзије Vario, али нема истоветан изглед са Фолксваген поло у хечбек верзији. Фолксвагенов кинески партнер FAW-Volkswagen је производио кордобу под називом Volkswagen Citi-Golf између 1997. и 2002. године. У Мексику је носио назив Volkswagen Derby.
Користила је познате Фолксвагенове моторе, као поло и ибица, и то бензински 1.4 i 8V (60 КС), 1.4 MPI 8V (60 КС), 1.4 MPI 16V (100 КС), 1.6 i 8V (75 КС), 1.6 MPI 8V (75 и 101 КС), 1.8 i 8V (90 КС), 1.8 MPI 16V (130 КС), 2.0 MPI 8V (116 КС), 2.0 MPI 16V (150 КС), као и дизел моторе од 1.9 D 8V (64 КС), 1.9 TD 8V (75 КС), 1.9 SDI 8V (64 КС), 1.9 TDI 8V (90 и 110 КС).

### Друга генерација (2002–2009)
Друга генерација је представљена на салону аутомобила у Паризу 2002. године као салон верзија, лимузина са четворо врата на основу треће генерације Сеат ибице. Конструисао ју је дизајнер Валтер де Силва. Купе и караван верзије у другој генерацији нису развијани. Пртљажни капацитет је имала од 485 литара, а који је могао да се повећа на 800 литара обарањем задњих седишта. Кордоба дели платформу и моторе са четвртом генерацијом Фолксваген пола и првом и другом генерацијом Шкода фабије.
Лимузине на основу успешних хечбек верзија ретко постају успех продаје у Европи, а Кордоба није много учинила да се то промени. Током 2006. године, Кордоба је повучена из продаје у Уједињеном Краљевству. У другим европским земљама, продаја је завршила 2009. године.
Друга генерација је такође користила Фолксвагенове моторе, и то бензински 1.2 12V (65 и 75 КС), 1.4 16V (76, 87 и 101 КС), 1.6 8V (101 КС), 1.6 16V (106 КС), 2.0 8V (117 КС), као и дизел моторе од 1.4 TDI (69, 76 и 81 КС), 1.9 SDI (65 КС), 1.9 TDI (101 и 133 КС).

## Галерија
- Прва генерација
- Прва генерација
- Прва генерација, редизајн
- Прва генерација, редизајн
- Друга генерација